# Hårsjön, Södermanland
Hårsjön är en sjö i Gnesta kommun i Södermanland och ingår i Trosaåns huvudavrinningsområde. Sjön har en area på 0,0653 kvadratkilometer och ligger 27,6 meter över havet.

## Delavrinningsområde
Hårsjön ingår i det delavrinningsområde (654624-157994) som SMHI kallar för Inloppet i Haversjön. Medelhöjden är 37 meter över havet och ytan är 26,99 kvadratkilometer. Det finns ett avrinningsområde uppströms, och räknas det in blir den ackumulerade arean 44,46 kvadratkilometer. Väla å som avvattnar avrinningsområdet har biflödesordning 2, vilket innebär att vattnet flödar genom totalt 2 vattendrag innan det når havet efter 40 kilometer. Avrinningsområdet består mestadels av skog (59 procent), öppen mark (13 procent) och jordbruk (25 procent). Avrinningsområdet har 0,32 kvadratkilometer vattenytor vilket ger det en sjöprocent på 1,2 procent.